# Курський кремль
Курський кремль — стародавня укріплена частина Курська біля впадіння Куру в Тускар.

## Давньоруський дитинець
Перший дитинець Курська був побудований наприкінці X або на початку XI століття на місці більш давнього поселення роменської культури. Його площа становила 8 га, таким чином місто було одним із найпотужніших форпостів на південно-східному кордоні Русі. Знахідка 54 свинцевих пломб дорогичинського типу XII століття свідчить про перебування тут військово-адміністративного центру. Фортеця неодноразово зазнавала нападів половців, але не була ними захоплена. На думку О. В. Зоріна, місто спорожніло в середині XVI століття. Давньоруське городище вивчалося Ю. О. Ліпкінгом, В. В. Єнуковим та іншими вченими.

## Фортеця XVI—XVIII століть

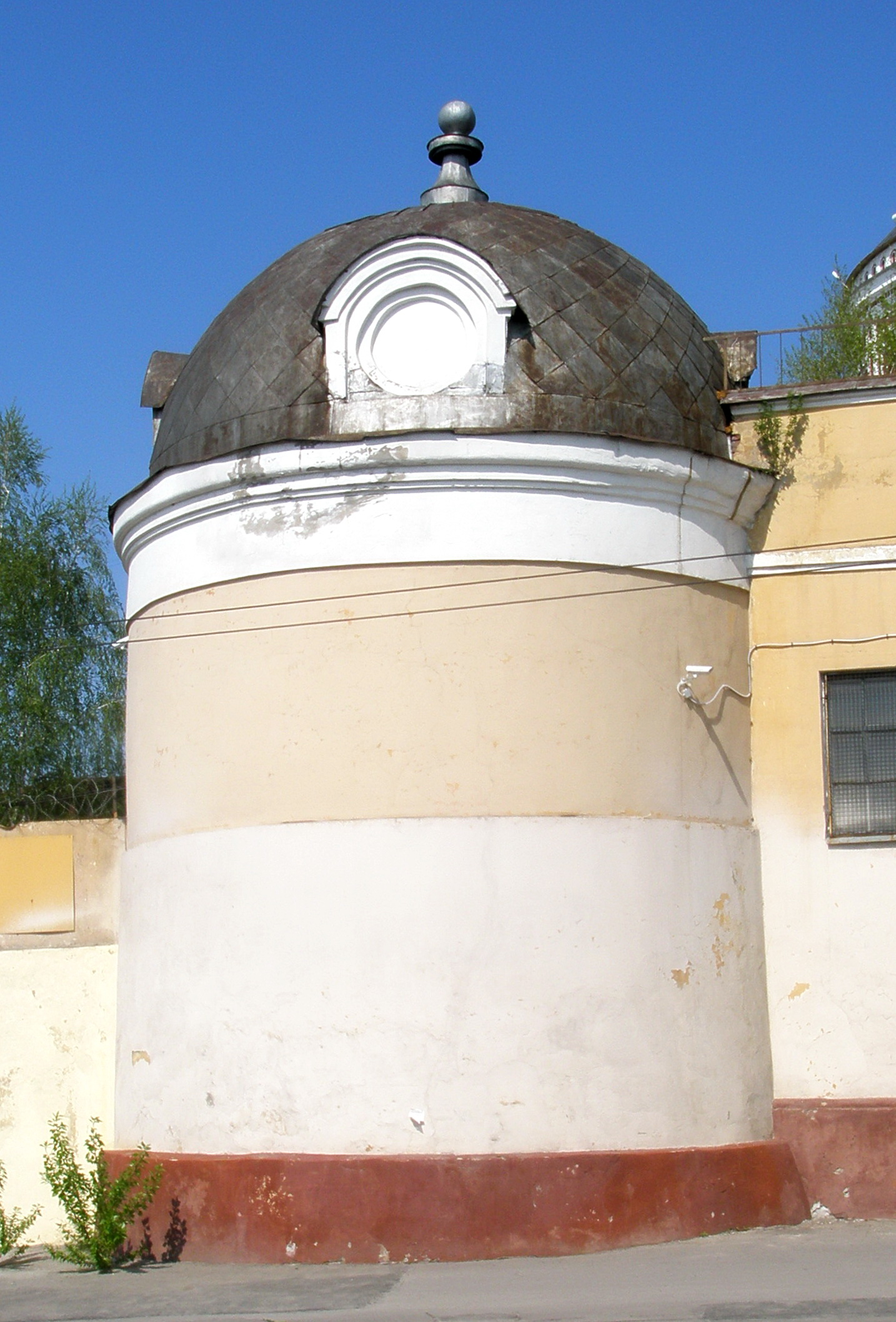
Вежа монастирської огорожі, зведена наприкінці XVIII століття, є єдиною спорудою часів існування кремля, що дійшла до наших днів.

### Історія
У 1596 році «на старому на Курському городищі» була зведена нова фортеця, у яку за розпорядженням царя Бориса Годунова переселили людей для «військової служби та інших справ державної важливості». Керівниками будівництва виступили воєводи Іван Польов та Нелюб Огарьов. До 1603 Курськ перетворився на великий військово-адміністративний і господарський центр великої території на півдні країни. Курській фортеці відводилася особливо важлива роль, оскільки в цих місцях кримські татари, які робили регулярні набіги на Русь, традиційно переправлялися через річку Сейм, а на схід від міста проходила їхня головна дорога — Муравський шлях. Про значимість Курської фортеці свідчить те, що в першій половині XVII століття за чисельністю гарнізону вона значно перевершувала інші міста півдня Росії. Так, наприклад, 1616 року в курському гарнізоні налічувалося 1600 чоловік.

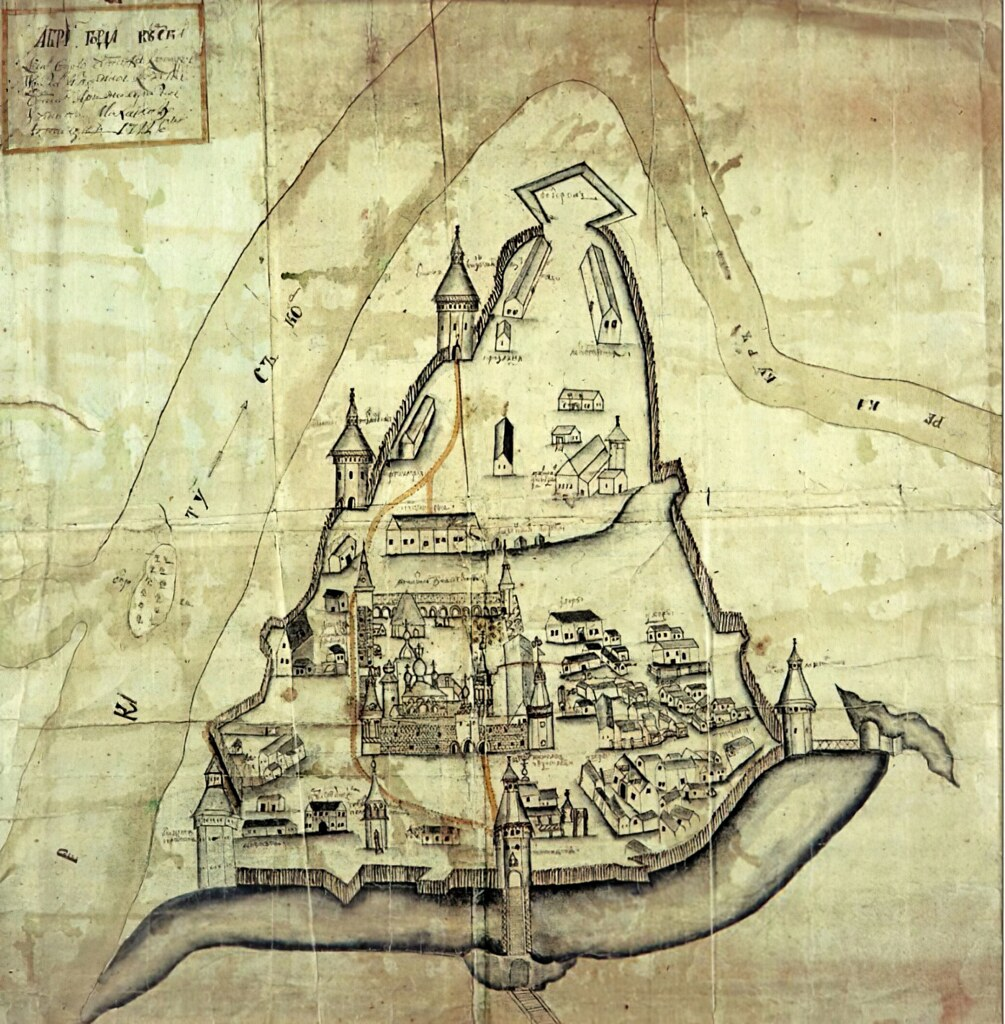
«Абрис міста Курська». 1722 рік

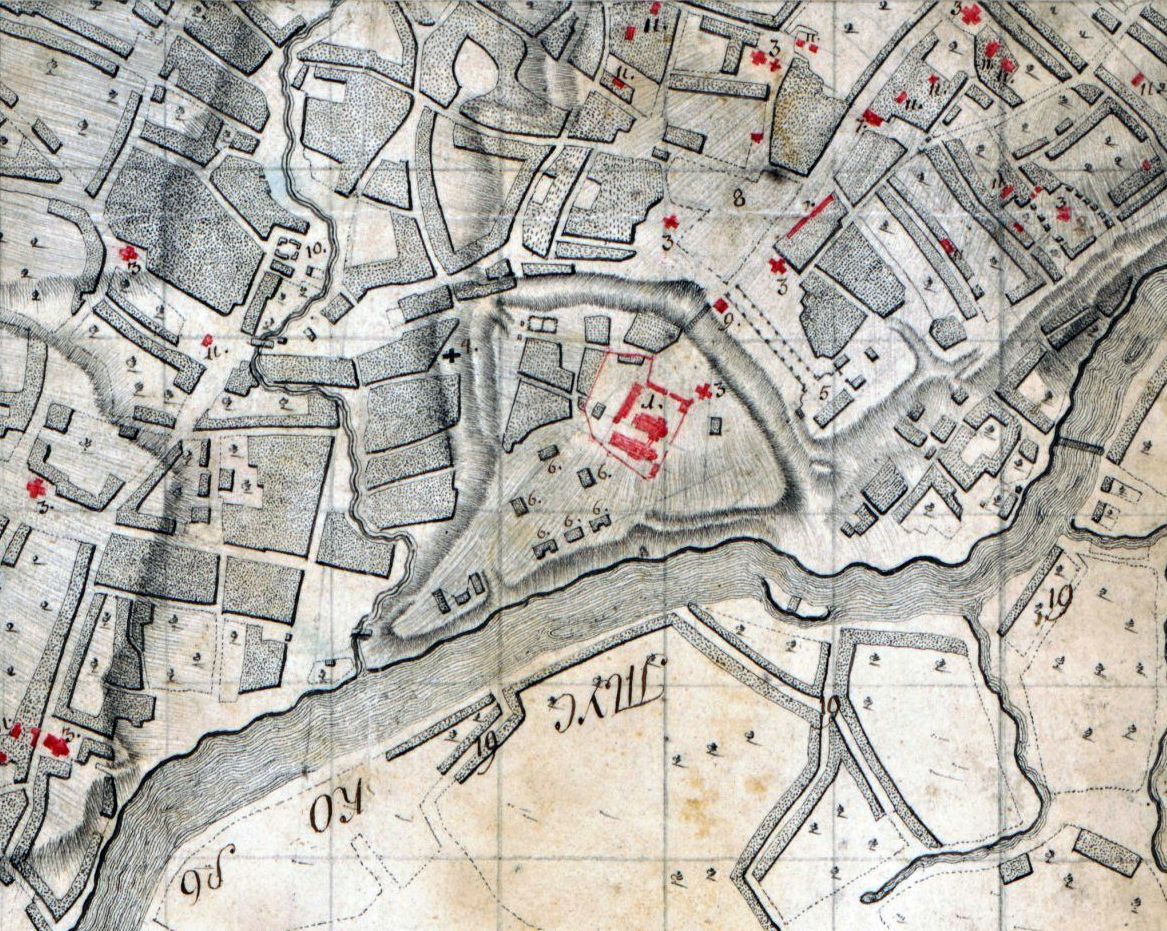
Залишки Курської фортеці. 80-ті роки XVIII ст.

У Смутні часи Курський кремль витримав польські облоги 1612 і 1616 років. На подяку за порятунок під час облоги 1612 року, що приписується небесному заступництву, куряни заснували у кремлі Знам'янський монастир. На заключному етапі Смоленської війни в 1634 Курськ зазнав ще одного рейду польських військ під керівництвом Єремії Вишневецького. Облога 1634 року, що тривала кілька днів, також не мала успіху для поляків. Неодноразово нападали на місто кримські татари та ногайці, але фортеця так і не була захоплена. Дерев'яний кремль сильно постраждав від пожежі в 1781 році і через втрату колишнього військово-стратегічного значення більше не відновлювався. Вали кремля незабаром були знищені за розпорядженням генерал-губернатора О. О. Прозоровського.

### Укріплення та внутрішні будівлі
У плані фортеця Курська являла собою трикутник. Із північного боку її захищали дерев'яні стіни та три вежі — Червона біля річки Тускар, проїзна П'ятницька в центрі та Нікітська з північно-західного боку. Перед північною стіною проходив яр, що замінював кріпосний рів. Над берегом річки Тускар височіли ще дві вежі — Тускарна та В'їзна. Південну стрілку мису захищав земляний бастіон під назвою Белград. Внизу, біля гирла Кура, його укоси були облицьовані каменем. Додатково в самому кремлі розташовувався Знам'янський монастир із високою кам'яною стіною, який був потужною оборонною спорудою. До решти кремлівських споруд належали канцелярія, архієрейський будинок, в'язниця, магістратський двір та майстерні. Жодних кремлівських споруд не збереглося.